# محمد أباد (قنبد قابوس)
محمد أباد (بالفارسية: محمدآباد) هي قرية تقع في غلستان في إيران. يقدر عدد سكانها بـ 148 نسمة .